# 2012年沖縄県議会議員選挙
2012年沖縄県議会議員選挙は、沖縄県の議決機関である沖縄県議会を構成する県議会議員を選出するために行われる選挙で、2012年6月10日に投開票が行われた。沖縄県は戦後、在日米軍の統治下にあり、第1回の県議選は“沖縄の復帰に伴う特別措置に関する法律”に基づいて1972年6月5日に実施された。そのため、以降の県議選は統一地方選挙より1年ずれる形で実施されている。

## 概要
県議会議員の任期満了に伴って実施された選挙である。前回選挙で過半数を割り込んだ仲井眞弘多沖縄県知事の与党が安定多数を奪回できるか、過半数を採った野党及び中立系が過半数を維持できるかが焦点とされた。消費税増税問題やアメリカ軍普天間基地返還・移設問題、経済振興の在り方が争点とされた。14選挙区に63名が立候補を届け出、うち3選挙区（南城市、糸満市、宮古島市）では立候補者が定員と同数に留まり、5名（自民2、共産1、結の会1、無所属1）が無投票当選となった 。新党改革が沖縄県議会議員選挙で初めて19名の候補者を推薦した他、国民新党は今回が初挑戦であった。本県議選では沖縄県議選史上初めて候補者の経歴や政策を掲載した選挙公報が導入され、約53万7千部が作成された。

## 基礎データ
- 選挙事由：任期満了
- 告示日：2012年6月1日
- 投票日：2012年6月10日
- 県議会定数：48議席
- 選挙区：14選挙区[10]（南城市と糸満市および宮古島市では無投票）
  - 名護市：2名
  - うるま市：4名
  - 沖縄市：5名
  - 宜野湾市：3名
  - 浦添市：4名
  - 那覇市：11名
  - 豊見城市：2名
  - 南城市：1名
  - 糸満市：2名
  - 宮古島市・宮古郡：2名
  - 石垣市・八重山郡：2名
  - 国頭郡・伊平屋村・伊是名村：2名
  - 中頭郡：5名
  - 島尻郡（伊平屋村・伊是名村を除く）：3名
- 候補者：63名（うち5名は無投票当選）[8][11]。
  - 自由民主党：15名
  - 社会民主党：7名
  - 日本共産党：6名
  - 民主党：3名
  - 公明党：3名
  - 沖縄社会大衆党：3名
  - 結の会：3名
  - 国民新党：1名
  - 政党そうぞう：1名
  - 無所属：21名

## 選挙結果
無投票当選となった3選挙区を除いた11選挙区で投票が行われた結果、野党・中立系が27議席を獲得、選挙前より1議席増やした。与党系は前回選挙より1議席減らして21議席に留まり、目標としていた過半数奪回は実現できなかった。投票率は52.49％で過去最低だった前回選挙を更に下回る結果となった。
投票率：52.49％・・・過去最低の投票率
- 選挙当日の有権者数：955,076名
- 投票者数：501,289名

| 党派           | 当選者 | 改選前 | 増減 | 備考                                  |
| -------------- | ------ | ------ | ---- | ------------------------------------- |
| 自由民主党     | 13     | 14     | -1   |                                       |
| 社会民主党     | 6      | 5      | +1   |                                       |
| 日本共産党     | 5      | 5      | 0    |                                       |
| 民主党         | 1      | 2      | -1   |                                       |
| 公明党         | 3      | 3      | 0    |                                       |
| 沖縄社会大衆党 | 3      | 2      | +1   |                                       |
| そうぞう       | 1      | 1      | 0    |                                       |
| 国民新党       | 1      | 0      | +1   |                                       |
| 無所属         | 15     | 15     | 0    | 与党系無所属は5名。野党・中立系は10名 |
| 合計           | 48     | 47     |      |                                       |

出所：“県議選 野党・中道が過半数、仲井真県政に打撃”. 琉球新報. (2012年6月11日) 2012年6月11日閲覧。{{cite news}}:  CS1メンテナンス: 先頭の0を省略したymd形式の日付 (カテゴリ)
県知事与党の自民党は浦添市で県連幹事長が落選して議席を1減らし、公明党は現職3名が当選した。野党の社民党は現職5名に加えて豊見城市で新人が当選して1増、共産党は現職5名が再選、社大党は現職2名に前委員長の前職候補が返り咲いた。中立系の民主党は島尻郡の1名のみ当選、そうぞうは那覇市の現職が再選、国民新党は元職候補が返り咲いた。

## 当選した議員
自民党 
 社民党 
 共産党 
 沖縄社大党 
 公明党 
 民主党 
 国民新党 
 そうぞう 
 無所属 
| 名護市           | 末松文信   | 玉城義和   |            |          |          |
| うるま市         | 照屋守之   | 仲田弘毅   | 照屋大河   | 山内末子 |          |
| 沖縄市           | 金城勉     | 仲村未央   | 桑江朝千夫 | 嘉陽宗儀 | 玉城満   |
| 宜野湾市         | 又吉清義   | 呉屋宏     | 新垣清涼   |          |          |
| 浦添市           | 赤嶺昇     | 前島明男   | 西銘純恵   | 儀間光秀 |          |
| 那覇市・南部離島 | 具志孝助   | 上原章     | 糸州朝則   | 翁長政俊 | 浦崎唯昭 |
| 那覇市・南部離島 | 狩俣信子   | 比嘉京子   | 前田政明   | 當間盛夫 | 渡久地修 |
| 那覇市・南部離島 | 崎山嗣幸   |            |            |          |          |
| 豊見城市         | 島袋大     | 新田宜明   |            |          |          |
| 南城市           | 嶺井光     |            |            |          |          |
| 糸満市           | 玉城ノブ子 | 新垣哲司   |            |          |          |
| 宮古島市         | 奥平一夫   | 座喜味一幸 |            |          |          |
| 石垣市           | 高嶺善伸   | 砂川利勝   |            |          |          |
| 国頭郡           | 具志堅透   | 吉田勝広   |            |          |          |
| 中頭郡           | 中川京貴   | 仲宗根悟   | 瑞慶覧功   | 喜納昌春 | 新里米吉 |
| 島尻郡           | 新垣良俊   | 大城一馬   | 新垣安弘   |          |          |